# El escaparate
El Escaparate es un programa de televisión boliviano emitido desde octubre de 2010 por la Red PAT, iniciativa del Centro Cultural Simón I. Patiño en Santa Cruz.

## Contenido
- Difunde las actividades culturales del eje troncal del país en una revista ágil, dinámica y con ediciones modernas.
- Entrevistas a artistas plásticos, ceramistas, cantantes, directores de cine, televisión y musicales y otros.
- Videos musicales nacionales.

## Equipo directivo
Producción: Octavo Anillo
Dirección: Igor Tavera
Coordinación de contenido: Roxana S. Moyano
Conducción: Gabriel Kavlin
Post producción: Lesly Moyano Peña
Post producción audio: Igor Tavera
Fotografía y cámara: Germán Peters
Corresponsales en La Paz: Cristina Collazos y Mauricio Salazar